# 維爾克·柯奇蘭

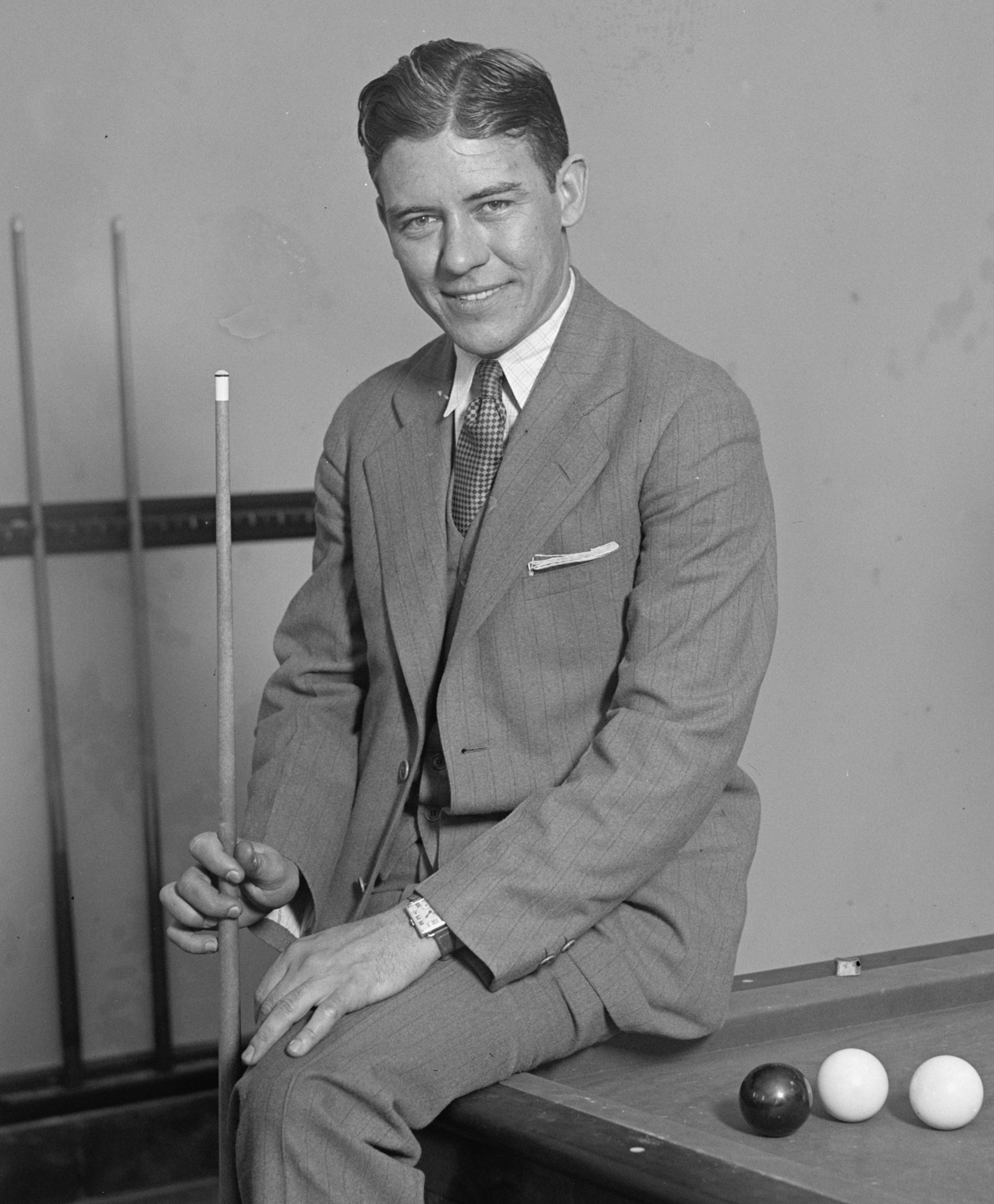
坐在台球桌上的柯奇蘭

維爾克·柯奇蘭（Welker Cochran，1897年10月7日-1960年7月26日）是美国职业開侖选手，他曾在障碍线和三顆星的比賽中获得世界冠军。

## 生平
他出生于爱荷华州的德梅因，後來搬到曼森。他小时候在他父亲於曼森开的一家台球馆打球。
20世纪20年代末和30年代初，18.2障碍线比賽不再流行，柯奇蘭選擇改打三顆星，1933年，柯奇蘭赢得了第一个三顆星世界冠军。1945年，柯奇蘭在比賽中打破了當時的世界紀錄。1946年，他因关节炎退役。1954年，柯奇蘭一度試圖复出。
1960年7月26日，柯奇蘭在加利福尼亚贝尔蒙特逝世。

## 榮譽
1967年，柯奇蘭入選美国台球大会名人堂。

### 冠军
- 世界18.2障碍线（英语：Balkline）冠军（1927年、1934年）
- 世界三顆星冠军（1933年、1935年、1936年、1944年）

## 更多阅读
- Robert Byrne, Byrne's Wonderful World of Pool and Billiards: A Cornucopia of Instruction, Strategy, Anecdote, and Colorful Characters, 1996